# ایلیا کووالچوک
ایلیا کووالچوک (روسی: Илья Валерьевич Ковальчук؛ زادهٔ ۱۵ آوریل ۱۹۸۳) بازیکن هاکی روی یخ اهل روسیه است.
وی همچنین برندهٔ جوایزی همچون مدال نقره، مدال برنز، مدال طلا، و نشان دوستی شده‌است.